# Sofia Rojas
Pour les articles homonymes, voir Sofia Rojas (homonymie).
Sofia Rojas de Diaz (en espagnol : Sofía Rojas de Díaz) (13 août 1907 – 30 juillet 2022) était une supercentenaire colombienne dont l'âge est validé par le Groupe de recherche en gérontologie (GRG). Elle est la doyenne de Colombie et la doyenne d'Amérique latine, depuis le décès de Casilda Benegas le 28 juin 2022 jusqu'à son propre décès un mois plus tard.

## Biographie
Sofia Rojas est née dans une petite ferme à Suaita, Santander, en Colombie, le 13 août 1907. Elle était la fille de Carmen Rojas. Elle s'est installée à Bucaramanga, Santander, en 1957. Elle a eu quatre enfants. Toute sa vie, elle a travaillé comme vendeuse de Guarapo. Catholique et très religieuse, elle vouait une dévotion particulière à la Vierge de la Candelaria. Sa famille et ses voisins l'appelaient « La Paloma » (qui signifie « la colombe » en espagnol).
En août 2017, elle a fêté ses 110 ans. Elle est devenue la doyenne de Colombie, après le décès de Juana Aritama le 21 mai 2021.
Le 12 octobre 2021, à l'âge de 114 ans et 60 jours, elle a dépassé l'âge de Carmen Emilia Jaramillo (1906-2020), devenant ainsi la doyenne de Colombie dont l'âge a été validé. Son âge a été vérifié par Santiago Garcia et Stefan Maglov, puis validé par le GRG le 14 février 2022. À cette époque, elle avait trois enfants, 18 petits-enfants, 24 arrière-petits-enfants et 16 arrière-arrière-petits-enfants.
À 114 ans, elle utilisait un fauteuil roulant pour sortir, mais pouvait encore marcher lentement à l'intérieur de sa maison avec l'aide de deux personnes.
Sa plus jeune sœur, Brigida, est toujours en vie à 97 ans et vit actuellement à Suaita, la ville natale de Sofia Rojas.
Sofia Rojas est devenue la personne validée vivante la plus âgée d'Amérique latine, ainsi que la dernière personne validée survivante connue d'Amérique latine, née en 1907, après le décès de Casilda Benegas le 28 juin 2022.
Sofia Rojas est décédée à Bucaramanga, Santander, en Colombie, le 30 juillet 2022, à l'âge de 114 ans et 351 jours, deux semaines seulement avant son 115e anniversaire. À sa mort, elle était la cinquième personne validée vivante la plus âgée au monde (après Lucile Randon, Tekla Juniewicz, Maria Branyas Morera et Fusa Tatsumi). Après sa mort, Inah Canabarro Lucas est devenue la personne vivante la plus âgée validée en Amérique latine, et Eusebio Quintero Lopez est devenu la personne vivante la plus âgée validée en Colombie.